# Neritos improvisa
Neritos improvisa là một loài bướm đêm thuộc phân họ Arctiinae, họ Erebidae.